# كليف توني
كليف توني (بالإنجليزية: Cliff Toney)‏ هو لاعب كرة القدم الكندية أمريكي، ولد في 17 ديسمبر 1958 في هنتسفيل في الولايات المتحدة.

## وصلات خارجية
- كليف توني على موقع JustSportsStats.com (الإنجليزية)